# Edward xứ Angoulême
Edward xứ Angoulême (27 tháng 1 năm 1365 – k. 20 tháng 9 năm 1370) là một vương tôn của nước Anh. Cậu từng đứng thứ hai trong danh sách kế vị ngai vàng Vương quốc Anh trước khi qua đời. Edward sinh ra tại Angoulême và là con trai cả của Edward, Thân vương xứ Wales và Joan, Nữ bá tước xứ Kent. Qua dòng dõi của cha mẹ mình, cậu là thành viên của Vương tộc Plantagenet. Ngày Edward ra đời, ông nội và cha cậu cùng các quốc vương khác, trong đó có cả vua Charles V của Pháp đã tổ chức nhiều sự kiện long trọng để ăn mừng sự ra đời của Edward.
Edward qua đời khi mới 5 tuổi, để lại người em trai Richard xứ Bordeaux mới 3 tuổi là người thứ hai trong danh sách kế vị. Sau khi cha cậu là Hắc vương tử qua đời vào năm 1376, Richard trở thành trữ quân của Edward III và kế vị vào năm sau. Richard lập tức ra lệnh làm một đài tưởng niệm cho ngôi mộ của anh trai mình. Ngôi mộ này từng được ông di dời sang vị trí khác. Richard có thể đã gợi nhớ lại người anh trai và mẹ của mình bằng cách mô tả họ trên tấm tranh ghép lưỡng cực Wilton Diptych.

## Cuộc đời

### Ra đời

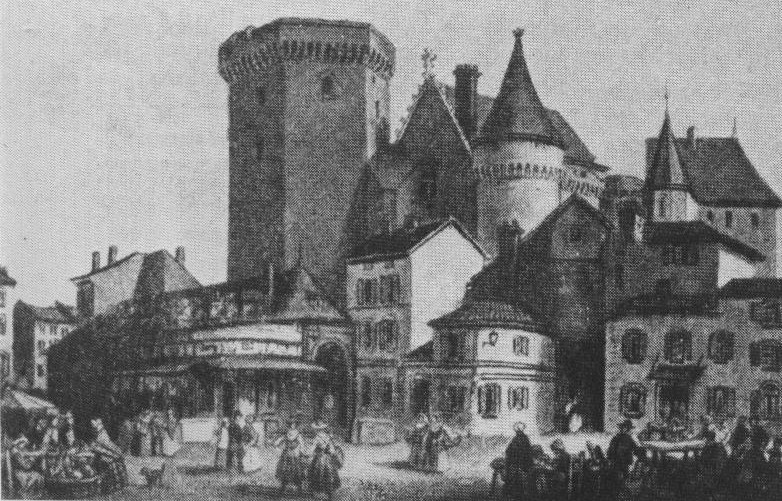
Lâu đài Château d'Angoulême những năm 1800

Edward sinh ra tại Château d'Angoulême, Angoulême, vào thời điểm này đây là một phần của Công quốc Aquitaine. Cái tên Edward xứ Angoulême là một cái tên được đặt dựa trên lãnh thổ nhắc đến nơi sinh, là cách đặt tên phổ biến ở nước Anh vào thế kỷ 14. Qua trực hệ của cha mình là Edward Hắc vương tử, cậu là thành viên của Vương tộc Plantagenet và là cháu trai thứ hai, nhưng là người cháu lớn nhất còn sống của vị vua đương nhiệm nước Anh, Edward III. Edward có quan hệ họ hàng với Vương tộc Valois từ vương thất Pháp qua bà nội của mình là Philippa xứ Hainault. Mẹ cậu, nữ công tước Joan xứ Kent, là cô họ của cha cậu.
Ngày sinh của Edward vẫn còn là một vấn đề gây tranh cãi. Trong phần tiểu sử về cha Edward của cuốn Dictionary of National Biography (tạm dịch: Từ điển tiểu sử quốc gia), năm sinh của Edward được cho là 1363, 1364 hoặc 1365, dựa trên ba biên niên sử đương thời, bao gồm cả biên niên sử của Jean Froissart. Một lá thư do Joan xứ Kent gửi cho Edward III vào ngày 4 tháng 2 năm 1365 có thông báo rằng hoàng tử Edward sinh vào ngày 27 tháng 1. Do đó, đây là ngày sinh được sử dụng nhiều nhất. Tin tức về sự ra đời của hoàng tử Edward đã được "vị vua ông hoan hỉ đến mức nhà vua đã ban cho người đưa tin, John Delf, một khoản tiền hàng năm bằng bốn mươi bảng Anh suốt đời."
Edward được rửa tội tại Château d'Angoulême vào tháng 3 năm 1365. Cha cậu rất thích sự xa hoa nên muốn thông qua lễ rửa tội của Edward nhằm cho người Aquitaine bản xứ thấy rằng ông là một "vị quân vương đích thực". Tại lễ rửa tội là sự có mặt của hơn 154 lãnh chúa và 706 hiệp sĩ, ngoài ra còn có ghi chép cho thấy số lượng ngựa được tham gia lên tới 18.000, cùng với đó là hơn 400 bảng Anh đã được chi ra chỉ để dành riêng cho việc mua sáp nến. Lễ rửa tội của Edward cũng được tổ chức bằng "những giải đấu lộng lẫy." Một trong những cha đỡ đầu của Edward là Giám mục Jean de Crois. Cái tên mà Hắc vương tử chọn cho con trai cả đã được đặt cho ba vị vua Anh sau này, và còn trở thành một cái tên phổ biến với hàm ý chính trị vào thời điểm Edward và em trai được sinh ra. Vào triều đại nhà York, đây là những cái tên phổ biến nhất.

### Qua đời

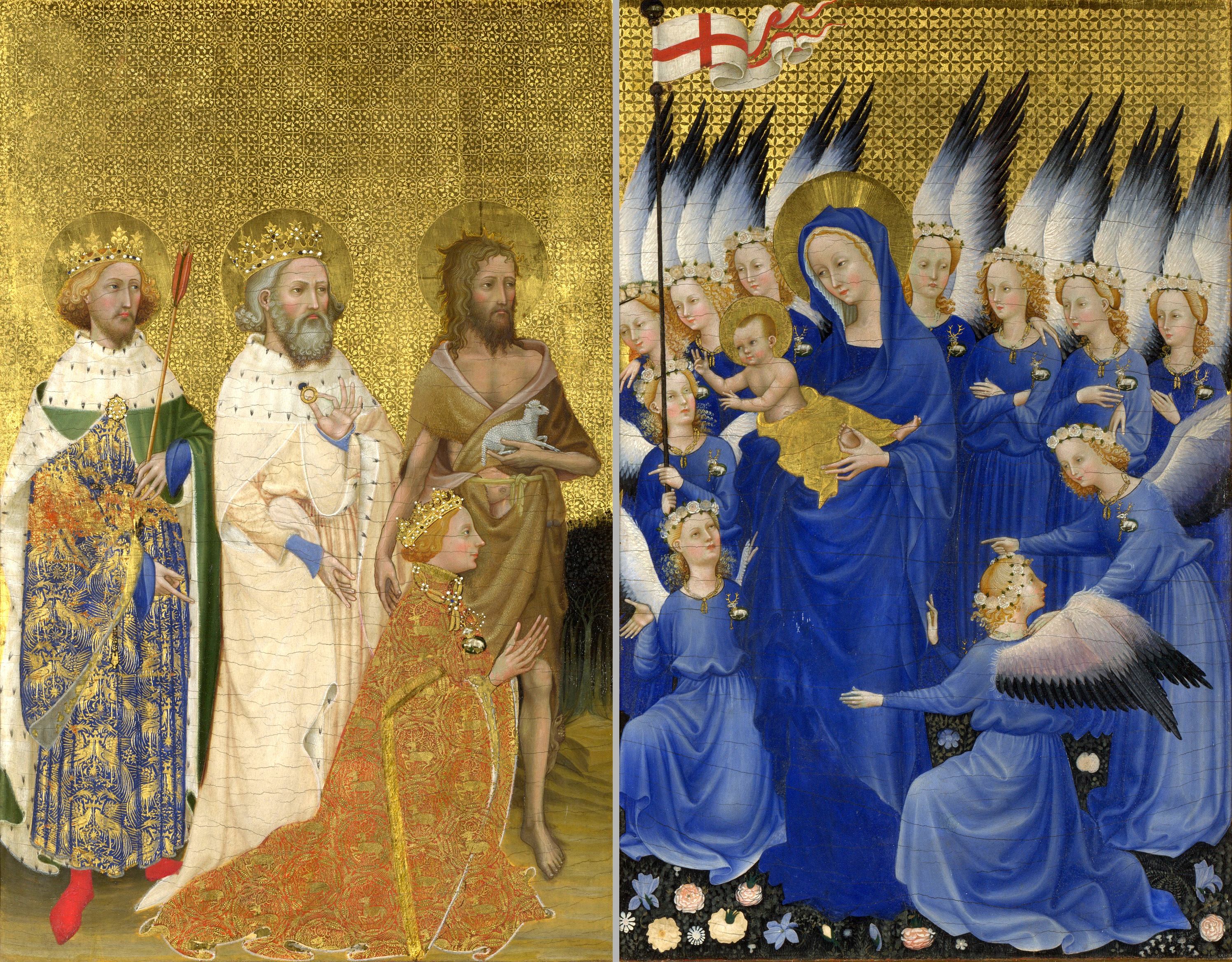
Tấm tranh ghép Wilton Diptych

Sau khi trải qua những cơn đau dai dẳng lâu ngày, Edward qua đời vì bệnh dịch hạch, mặc dù thời gian chính xác mà cậu qua đời đã không được biết tới. Tuy vậy, thời điểm tháng 1 năm 1371 thường là khoảng thời gian được chấp nhận sử dụng rộng rãi. Bản biên niên sử Wigmore năm 1370 cho biết Edward qua đời "vào khoảng ngày lễ Thánh Michael [29 tháng 9]"; đây được xem là ngày tháng chính xác.
Hắc vương tử đã biết tin về sự qua đời của con trai sau khi ông trở về từ cuộc vây hãm Limoges. Ông đau buồn tận sâu đáy lòng. Sự ra đi của con trai cả là một nỗi đau khổ "thảm thiết" đối với Hắc vương tử và Joan xứ Kent, và điều này chỉ khiến gia tăng mức độ nghiêm trọng bệnh tình của Hắc vương tử. Tuy vậy, con trai họ đã trở nên danh tiếng với một nhân vật giống như Đấng Giê-su và trong thời thơ ấu của cậu, các nhà sử học tỏ ra "rất sẵn lòng nhìn thấy hạt giống những phẩm chất cao quý đó đã phân biệt cha và ông nội cậu, điều mà em trai Edward là Richard II không có được." Sau đó, Hắc vương tử trở về Anh cùng Joan và Vương tôn Richard vào năm 1371, rồi chính ông cũng qua đời vào năm 1376 vì một căn bệnh làm suy nhược cơ thể trong nhiều năm.
Trước khi Hắc vương tử và gia đình sang Anh, ông đã nhờ em trai của mình là John xứ Gaunt chịu trách nhiệm sắp xếp đám tang của Edward. Đám tang diễn ra ở Bordeaux và có sự tham dự của tất cả các nam tước xứ Gascony và Poitou. Thi thể của Edward được khai quật vào năm 1388 hoặc 1389 và được vận chuyển trở lại Anh theo lệnh của Richard II bởi Robert Waldby, Giám mục xứ Aire. Vào thời điểm này, Edward được chôn cất tại một địa điểm được gọi là "Chilterne Langley," còn có tên khác là Children Langley, là một tu viện thuộc quyền sở hữu của làng Kings Langley. Từ giữa những năm 1540 đến năm 1607, tu viện Kings Langley bị hư hại, và Edward đã được chôn cất lại tại Nhà thờ Austin Friars vào năm 1598.
Trong khi Richard không thể nhớ rõ về Edward, ông vẫn "gợi nhớ về [anh trai mình] với một tình cảm ngoan đạo." Do đó, Edward có thể đã được nhắc đến trong Wilton Diptych, một tấm tranh ghép mô tả Richard quỳ gối trước Đức mẹ Đồng trinh và đứa trẻ (có thể tượng trưng cho Joan xứ Kent và Edward). Hiện tấm tranh ghép đang được trưng bày tại Bảo tàng Quốc gia Luân Đôn.

### Di sản

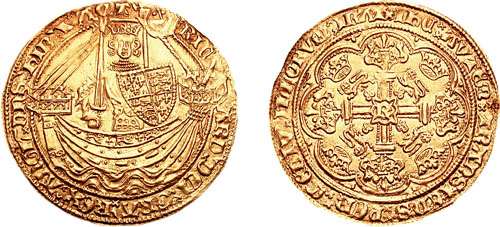
Đồng xu dưới thời trị vì của Richard II.

Việc Edward qua đời khi còn nhỏ đã gây ra sự mất mát tinh thần lớn lao cho cả Richard và cha mẹ cậu. Sử gia Alison Weir cho biết, kể từ khi Hắc vương tử trở về Anh sau khi Edward qua đời, "ông ta đã trở thành một người đàn ông suy sụp." Sự qua đời của Edward cũng có tác động đáng kể đến lịch sử nước Anh. Vào thời gian Edward còn sống, đã tồn tại mối lo ngại việc John xứ Gaunt tuyên bố ngai vàng. Qua đó, Nghị viện Anh đã thông qua Đạo luật năm 1368 cho phép những đứa trẻ sinh ra ở các vùng thuộc Anh ở Pháp được thừa kế ngai vàng Anh, có thể vì Đạo luật năm 1351 quy định quyền công dân Anh của Edward và Richard vẫn chưa đủ để đảm bảo quyền kế vị của hai anh em. Sau khi vua Edward III qua đời và Richard II lên ngôi, nước Anh đã tránh khỏi một chế độ nhiếp chính do John xứ Gaunt lãnh đạo. Tuy nhiên, công tước xứ Gaunt vẫn duy trì một vị trí có ảnh hưởng của mình trong những năm sau đó, và John nắm quyền như một nhiếp chính trên thực tế cho đến tháng 1 năm 1380.

Mặc dù chỉ mới mười tuổi vào thời điểm lên ngôi, cuối những năm 1390, Richard II đã bắt đầu giai đoạn mà các nhà sử học coi là thời kỳ "chuyên chế". Vào thời điểm Edward qua đời, nước Anh đang trong cuộc chiến trong Chiến tranh Trăm Năm do Edward III là người khởi xướng. Richard II đã nỗ lực để chấm dứt chiến tranh nhưng không thành công do các đại thần của ông phản đối, cùng với đó là việc người Pháp từ chối thừa nhận chính thức sự thua cuộc bằng cách chuyển giao đất đai cho người Anh. Năm 1399, Richard bị giam trong Tháp Luân Đôn và thoái vị để ủng hộ người em họ của mình, vị Bá tước xứ Derby. Sau khi Richard qua đời vào ngày 14 tháng 2 năm 1400, dòng dõi trực hệ của vương tộc Plantagenet tuyệt tự.